# Ernodea nashii
Ernodea nashii är en måreväxtart som beskrevs av Nathaniel Lord Britton. Ernodea nashii ingår i släktet Ernodea och familjen måreväxter.
Artens utbredningsområde är Bahamas. Inga underarter finns listade i Catalogue of Life.